# Гевонд
Гево́нд (в современных русскоязычных изданиях иногда Левонд) (арм. Ղեվոնդ) — армянский историк конца VIII века, автор «Истории Халифов», описавший политическую историю Армении с 640 по 788.

## Биография
О жизни Гевонда ничего неизвестно. Книга «История Халифов» написана Гевондом по просьбе князя Шапуха Багратуни (ум. 818 г). Таким образом, с достоверностью известно, что Гевонд жил и писал в конце VIII столетия. Никто из позднейших армянских писателей не сообщает никаких подробностей о его жизни. Известно только, что Гевонд был вардапетом, то есть доктором богословия, учёным монахом. Асогик (XI век) и Киракос (XIII век) называют его иереем.

## «История Халифов»
Текст «Истории Халифов» долгое время считался утраченным и был обнаружен в 40-х гг. XIX века. Между тем очень многие из армянских писателей упоминают об авторе этой «Истории», Гевонде, и определяют приблизительно эпоху, в которую он жил. Иоанн Католикос, писавший в конце IX—начале Х столетия, многое у него заимствовал о временах первых халифов; Асогик, автор конца X—начала XI века, ставит его по времени между Себеосом (VII век) и Шапухом Багратуни (IX век). Киракос Гандзакеци в XIII столетии также упоминает о нём, и говорит, что Гевонд писал о том, «как поступили Мухаммад и его преемники с целым светом, в особенности с Арменией».
Гевонд начинает свою «Историю» от смерти Мухаммада, то есть с 630 годов, и доводит свой рассказ до избрания в католикосы Степаноса I, то есть до 780 годов. Следовательно, период, им описанный, обнимает около 150 лет. В начале он рассказывает о первых вторжениях арабов в Персию и Армению; далее он говорит о подчинении арабам армян и других кавказских народов; о войнах арабов с армянами, греками и хазарами, и в этой части «Истории» сказания Гевонда получают особый интерес, потому что он сообщает такие исторические подробности о хазарах и арабах, которые до сих пор вовсе не были известны.
Довольно значительную часть его книги занимает ответ Льва III Исаврийского на письмо халифа Омара II, который надеялся склонить императора к принятию ислама. Письмо Омара не дошло до нас в целости, но зато ответ Льва сохранился вполне и представляет любопытный образец писем религиозно-полемического содержания. В ответе своём Лев опровергает возражения Омара против божественности христианского учения и множеством часто некстати употреблённых библейских текстов старается доказать ему истину христианской веры.
Последнюю часть книги написал как очевидец. Повествует об установлении арабского владычества в Армении, о борьбе армян против завоевателей-арабов. В книге приводятся сведения о восстаниях 703, 748, 762 и 774—775 годов.
Впервые он был переведён с древнеармянского на французский. Затем был издан текст на современном армянском языке под редакцией и в переводе К. Шахназаряна. Лишь после этого вышел русский перевод под редакцией К. Патканова. Позже было подготовлено критическое переосмысление текста на армянском языке под редакцией С. Малхасяна и в издании К. Эвова.

## Сочинения
- «Histoire des guerres et des conquetes des Arabes en Armenie, par l’eminent Ghevond, vardabet armenien, ecrivain du huitieme siecle» — Первый французский перевод 1856, выполненный К. Шахназарьяном
- Вардапет Гевонд. История Халифов / Пер. с армян. К. П. Патканян. — СПб.: Тип. Имп. Акад. наук, 1862. — 165 с.